# Inderhavnsbroen

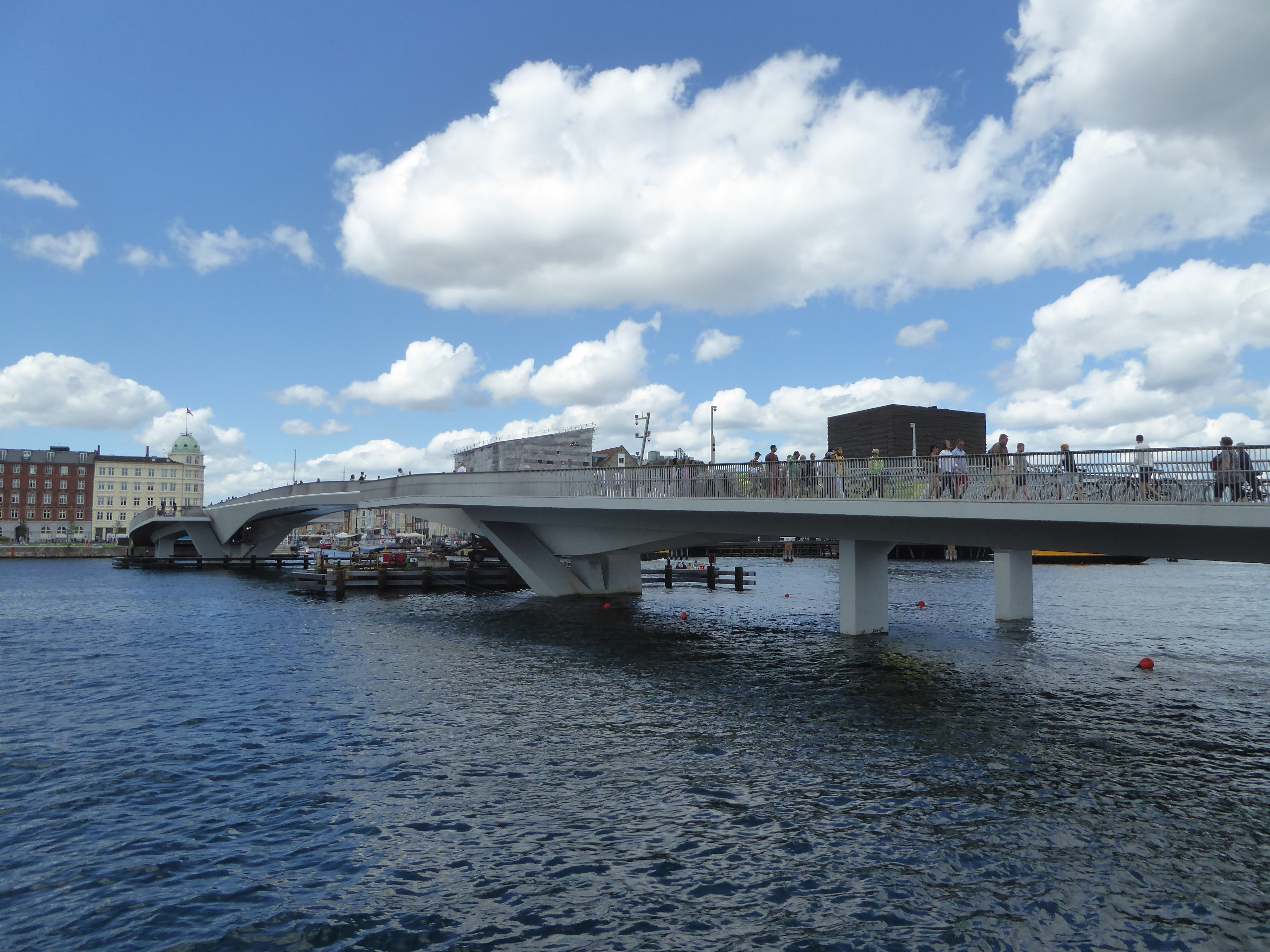
Inderhavnsbroen.

Inderhavnsbroen är en 180 meter lång gång- och cykelbro i Köpenhamn som ligger mellan Havnegade vid Nyhavn och Grønlandske Handels Plads över Inderhavnen. Inderhavnsbroen är en gåva från A.P. Møller og Hustru Chastine Mc-Kinney Mærsk Møllers Fond til almene Formaal.
Efter många problem med den komplexa konstruktionen öppnades bron för trafik den 7 juli 2016, efter två års förseningar. Den formella invigningen skedde den 8 augusti 2016.

## Referenser

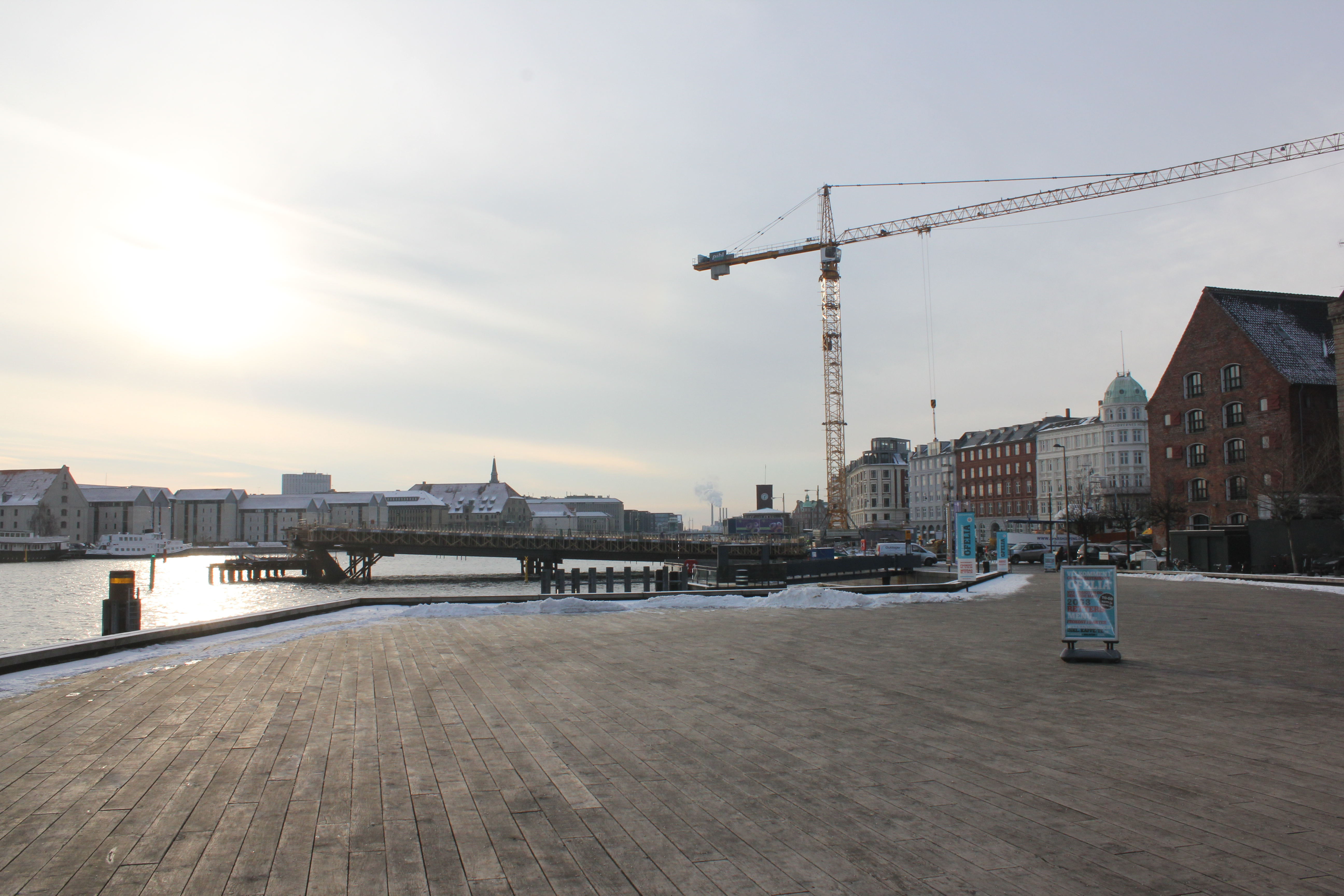
Inderhavsbroen under byggnad, januari 2013.